# Françoise Enguehard
Pour les articles homonymes, voir Enguehard.
Françoise Enguehard est une écrivaine franco-canadienne d'expression française.

## Biographie
Françoise Enguehard est originaire des îles françaises de Saint-Pierre-et-Miquelon. Elle s'installe à Saint-Jean, sur l'île voisine de Terre-Neuve, durant les années 1970. Elle étudie en littérature puis devient la première journaliste en Terre-Neuve de la Société Radio-Canada en 1992,. Elle quitte son poste en 2001 pour fonder Vivat Communications. Elle devient présidente de la Société nationale de l'Acadie en 2006, et parait chaque semaine dans l'Acadie Nouvelle depuis au moins mai 2013.
Elle puise son inspiration dans l'océan qui l'entoure et dans ses diverses racines, françaises, acadiennes et irlandaises. Éprise de la langue française, Françoise se bat pour la défendre en travaillant bénévolement depuis près de trente ans au sein de divers organismes communautaires de la francophonie canadienne[réf. nécessaire].
En 1999, elle publie un premier roman, Les Litanies de l’Île-aux-Chiens, qui connaît un grand succès critique et populaire[réf. nécessaire]. Le livre est publié en France sous le titre L’Île-aux-Chiens (Éditions L’Ancre de Marine, 2001), et remporte en 2001 le prix Henri Queffélec du Salon du livre maritime à Concarneau, en Bretagne. Puis, il est traduit en anglais sous le titre Tales from Dog Island (Killick Press, St-John’s, 2002).
En 2009, elle publie un deuxième roman, L'Archipel du docteur Thomas, et remporte de prix des lecteurs de Radio-Canada[réf. nécessaire].

## Titres publiés

### Roman
- 2009 : L'Archipel du docteur Thomas, Éditions Prise de parole, Prix des lecteurs Radio-Canada, Finalistes au Prix Antonine-Maillet-Acadie Vie, Finaliste au Prix Émile-Ollivier, Finaliste au Prix France-Acadie,
- 1999 : Les Litanies de l’île aux Chiens, éditions d’Acadie,
- 2002 : Tales from Dog Island, Killick Press, St.John’s,
- 2001 : L’Île aux Chiens, L’Ancre de Marine,

#### Roman jeunesse
- 2001 : Le Trésor d’Elvis Bozec, Bouton d’or Acadie
- 2007 : Le Pilote du roy, Bouton d’or Acadie

### Non fiction
- 1991 : Les Petits Plats dans les grands ; l’art de la table à Saint-Pierre et Miquelon avec René Enguehard, éditions JJO,

## Distinctions

### Décorations
Le 13 mai 2005, Françoise Enguehard est nommée au grade de chevalier dans l'ordre national du Mérite au titre de « présidente de société au Canada ; 20 ans d'activités professionnelles et associatives » puis au grade de chevalier dans l'ordre national de la Légion d'honneur le 3 avril 2015 au titre de « journaliste, écrivaine, présidente du conseil d'administration d'une fondation de promotion de la francophonie ; 26 ans de services ».
Doctorat honorifique de l'Université Mount Allison

### Autres
En 2011, elle est nommée chevalier de l'ordre de la Pléiade.